# Nordisk korsflagga

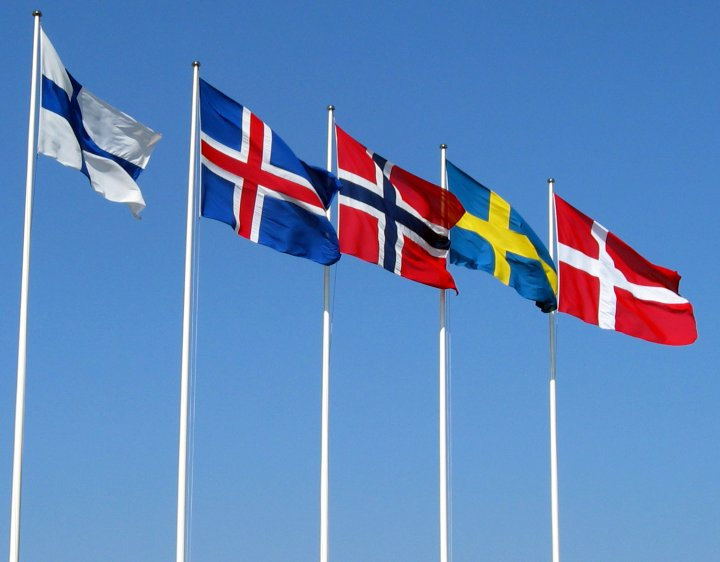
De nordiska flaggorna. Från vänster, flaggorna för Finland, Island, Norge, Sverige och Danmark.

Ett urval av Nordiska flaggor som används i Norra Europa. Från vänster till höger.
Översta raden: Island, Färöarna, Orkney, Shetland, Norge, Sverige och Finland.
Nedre raden: Barra, South Uist, West Riding of Yorkshire, Danmark, Skåne, Åland, Pärnu, Setomaa och Vepser.

Nordisk korsflagga kallas den typ av flaggor som används i huvudsak Nordeuropa vars motiv utgörs av ett mot flaggstången liggande kors med korsarmarna ut till kanterna, även kallat Filippuskors.
Alla länder i Norden har denna typ av flagga som nationalflagga, inklusive de självstyrande områdena Åland och Färöarna. Även bland annat Shetlandsöarna och Orkneyöarna har nordiska korsflaggor, vilket är ett medvetet val med anknytning till Norden. Dessutom finns ett flertal andra mer eller mindre officiella regionala flaggor med nordiskt kors i de nordiska länderna. Det finns också exempel på flaggor som har en liknande utformning men som inte har någon nordisk anknytning, t.ex. den brasilianska kommunen Colorado i delstaten Rio Grande do Sul.
Sättet att markera kulturell eller geografisk samhörighet genom liknande flaggor förekommer även på andra håll i världen, till exempel innehåller många av arabstaternas flaggor de panarabiska färgerna rött, grönt, vitt och svart. Ett annat exempel är de flaggor i vitt och blått som används av de länder som tidigare ingick i den Centralamerikanska federationen.

## Historik
Det finns belägg för att korsflaggor har använts i Norden sedan 1200-talet, och det finns mynt som antyder att Dannebrogen möjligen kan ha använts redan på 1100-talet. Korset symboliserar kristendomen, och det är inte osannolikt att de nordiska korsflaggorna har ett samband med de nordiska "korstågen", de militära företagen för att kristna områden i Norden och Baltikum. När Norden enades i och med Kalmarunionen, användes möjligen en gul flagga med rött kors från 1430, en flagga som i så fall antogs av Erik av Pommern, möjligen efter färgerna i kungavapnet för hans arvrike Norge. Den nordiska flaggan hissades för första gången i modern tid under Helsingborgs 900-årsjubileum 1985.
Flaggornas variationer visar de olika nordiska ländernas gemensamma historia. Norge, som länge tillhörde Danmark, har en flagga med samma grundfärg. Island och Färöarna, som befolkades från och tillhörde Norge, använder samma tre färger som Norge i sina flaggor. Sverige utgick från det danska korset men valde färger från Sveriges riksvapen. Finland, som länge tillhörde Sverige, har en flagga som utgick från den svenska. Den åländska flaggan speglar Ålands historiska språkliga-kulturella koppling till Sverige, men med ett rött kors som ska påminna om bland annat de åländska allmogedekorationerna och de röda stugorna.

## Flaggformat

Tvåfärgat nordiskt kors.
Trefärgat nordiskt kors.
Tvåfärgat tretungad flagga.
Trefärgad tretungad flagga.

## Nordiska nationsflaggor

Den danska Dannebrogen ska enligt legenden ha fallit ned från himlen under slaget vid Lindanäs den 15 juni 1219. Det är säkerställt att den använts som dansk symbol sedan 1300-talet.
De blå-gula färgerna i den svenska flaggan har under lång tid använts som svenska färger, bland annat i Bjälboättens vapen som blev Magnus Ladulås kungavapen 1275, samt i tre kronor-vapnet. Den moderna flaggan finns dokumenterad från 1569, då som symbol för kungen.
Norges flagga från 1821 anknyter till övriga Norden och färgmässigt även till flaggor i demokratiska länder vid tidpunkten: Nederländerna, Storbritannien, USA och republikanska Frankrike.
Finlands flagga infördes efter inbördeskriget 1918, men redan i mitten av 1800-talet blev färgerna vitt och blått finska nationalfärger – enligt den finske historikern Matti Klinge ett sätt att markera lojalitet med Tsarryssland, vars örlogsfärger var just dessa.[1]
Islands flagga skapades 1906 men blev inte nationsflagga förrän vid självständigheten 1944.

## Nordiska korsflaggor inom Norden

### Danska flaggor

Danmarks flagga
Danmarks statsflagga.
Danmarks örlogsflagga.  Notera den mörkare färgen, kraprød.
Danmarks kungliga standar, används endast av Danmarks regerande konung/drottning.
Kronprins Frederiks flagga.
Standar för Danmarks regent (om annan än statschefen).
Används endast av danska prinsar och prinsessor.
Sorgflagga från 1700-talet.

#### Några inofficiella eller föreslagna regionala korsflaggor i Danmark

Bornholms flagga (1:a versionen, inofficiell)
Bornholms flagga (2:a versionen, inofficiell)

### Finska flaggor

Finlands flagga.
Finlands statsflagga.
Finlands örlogsflagga.
Finlands presidents flagga.
Flagga använd av finska segelklubbar. Märket uppe till vänster byts ut mot respektive klubbs märke.
Ålands flagga (1954).

### Isländska flaggor

Islands statsflagga.
Islands presidentflagga.
Isländska tullens flagga.
Tidigare inofficiell flagga för Island(cirka 1900).
Förslag till Islands flagga, designad 1914 av Magnús Þórðarson.
Islands flagga.

### Norska flaggor

Norska flaggan.
Norsk stats- och örlogsflagga.
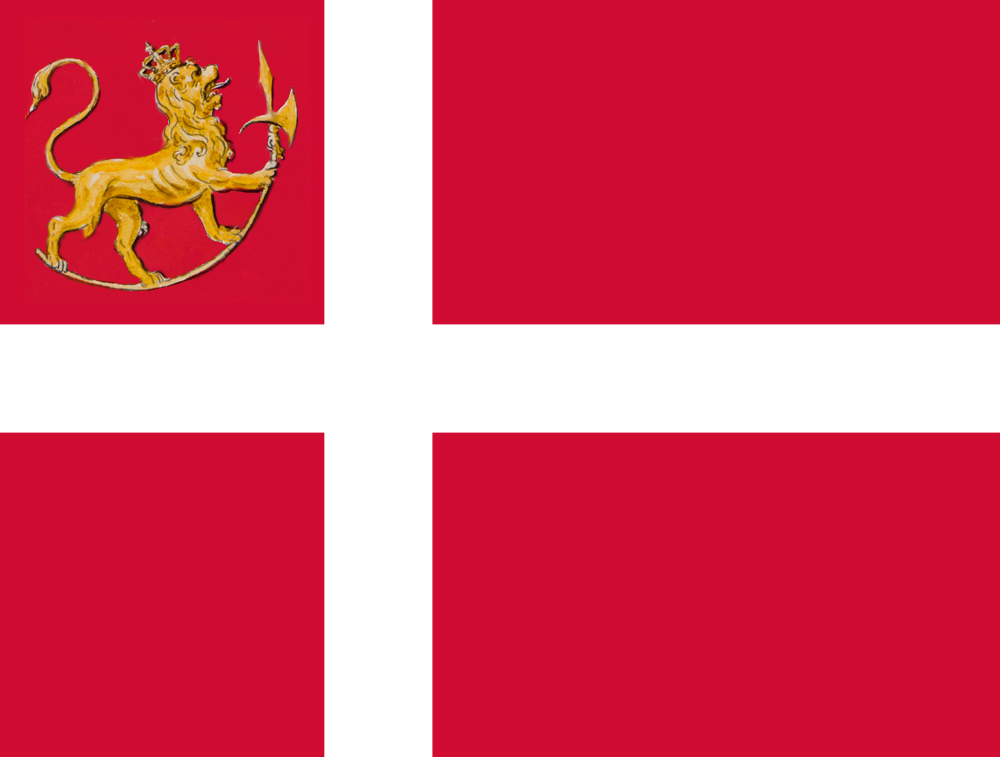
Norges flagga (1814-1821).
Sveriges och Norges örlogsflagga mellan 1815 och 1844.
Norsk handelsflagga 1844-1898 med unionssymbolen, den så kallade Sillsallaten.

### Svenska flaggor

Sveriges flagga (1906–nutid).
Sveriges flagga före 1815.
Sveriges flagga (1815–1844) som representerar unionen med Norge.
Sveriges flagga under Svensk-norska unionen (1844-1905).
Sveriges örlogsflagg.
Sveriges kungliga standar, används endast av Sveriges regerande Konung/Drottning.
Tretungad svensk flagga med lilla riksvapnet, används endast av svenska prinsar och prinsessor.

#### Några inofficiella eller föreslagna regionala korsflaggor i Sverige
Ingen av dessa flaggor har någon officiell status, även om några av dem används av officiella organisationer, exempelvis vid marknadsföring av området för turister.

Inofficiell flagga för Bohuslän.
Inofficiell flagga för Gotland.
Inofficiell flagga för Hälsingland.
Inofficiell flagga för Härjedalen.
Inofficiell flagga för Norrland.
Semiofficiell flagga för Skåne[2] och inofficiell flagga för Skåneland.
Inofficiell flagga för Småland.
Inofficiell flagga för Västsverige.[3]
Inofficiell flagga för Öland.
Inofficiell flagga för Östergötland.
Inofficiell flagga för Österlen.
Inofficiell flagga för Roslagen.
Inofficiell flagga för Bergslagen.
Sverigefinnarnas flagga.
Stockholms katolska domkyrkas flagga.

### Autonoma regioner

Färöarnas flagga.
Ålands flagga.
Förslag till flagga för Grönland, designad 1984 av Sven Tito Achen. Den flagga som sedan antogs är inte en korsflagga.

## Flaggor från de brittiska öarna
Många platser i England och Skottland blev koloniserade av bosättare från det som idag är Norge och Danmark under 800-1000-talet. Flera kommuner på de skotska öarna använder flaggor som anknyter till de nordiska korsflaggorna som ett slags minne av de skandinaviska bosättarna.

### Engelska flaggor

West Riding of Yorkshire, England, officiell sedan 2013.

### Skotska flaggor

Shetlandsöarnas flagga, Skotskt grevskap. Från början skapades flaggan år 1969 för att markera 500-årsdagen sedan Shetlandsöarna överlämnades från Norge till Skottland. Flaggan blev officiell 2005.
Orkneyöarnas flagga, Skotskt grevskap, officiell 2007. Flaggan symboliserar öarnas Skotska och Norska arv.
Orkneyöarnas gamla flagga som användes 1995-2001. Flaggan ändras på grund av dess likhet med Magnus Erlendsson och Kalmarunionens flaggor.
Barras flagga, Skotskt grevskap, officiell 2017.
South Uist flagga, Skotskt grevskap, officiell 2017.
North Uist flagga, Skotskt grevskap, officiell 2018.
Isle of Skyes flagga, Skotskt grevskap, officiell 2020.
Caithness flagga, Skotskt grevskap, officiell 2016.

### Förslag och inofficiella flaggor

Inofficiell flagga för Barra, Skottland.
Inofficiell flagga för South Uist, Skottland.
Tidigare förslag till flagga för Yorkshire, England.

## De baltiska staterna
Flera länder runt Östersjön har efter Sovjetunionens upplösning börjat använda nordiska korsflaggor, bland annat för att stärka kopplingarna till de skandinaviska länderna och hävda en baltisk identitet som är fri från den långa perioden av ryskt inflytande.

Flagga för Alūksne i Lettland.
Flagga för det kortlivade Baltiska hertigdömet.
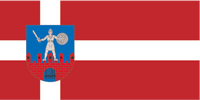
Flagga för Cēsis i Lettland.
Förslag till ny flagga för Estland.
Förslag till ny flagga för Litauen.
Flagga för Pärnu i Estland.
Flagga för Ventspils i Lettland.

## Tjeckien

Vysoký Újezd flagga.

## Tyskland
Nordiska korsflaggor i Tyskland har historiskt använts för att anspela på det nordiska kulturarvet och ursprunget. Nordiska korsflaggor föreslogs som ny tysk nationsflagga både 1919 och 1948, efter respektive första världskriget och andra världskriget. Idag förekommer nordiska korsflaggor i vissa stads- och distriktsflaggor.

Kejsardömet Tysklands örlogsflagga (1903-1919).
Nazitysklands örlogsflagga (1938-1945), numera förbjuden i Tyskland.
Flagga för Saarprotektoratet, Tyskland.
Föreslagen nationsflagga för Tyskland, omkring 1919.
Flagga som föreslagits av de sammansvurna i 20 juli-attentatet mot Hitler.
Ett av förslagen till flagga för Västtyskland (1948).
Ett annat förslag till flagga för Västtyskland (1948).

## Flaggor för etniska eller språkliga grupper

Inofficiell flagga för Ingermanland.
Inofficiell flagga för vepserna.
Inofficiell flagga för voterna.
Tidigare flagga för Östkarelen.
Inofficiell flagga för svenskspråkiga finländare.
Inofficiell flagga för Frisien.
Äldre nordfrisisk flagga.
Normandisk flagga.